# 前列腺液
前列腺液是男性前列腺的分泌物，是射精前一階段的分泌物的主要成份。精液有30%左右的成分來自於此。当男性患上前列腺炎的时候，在医院检查时会较常用到前列腺指检，即用手指从患者肛门处深入直肠，按摩前列腺，了解其增生程度。经过按摩后的前列腺能从阴茎尿道口处流出白色的前列腺液，便可送检。
若进行肛交时，由于阴茎在直肠壁能碰触到前列腺，故能产生前列腺快感及流出前列腺液。
而當陰莖受到刺激而興奮時，從尿道流出的透明無色的黏稠狀液叫做尿道球腺液，與前列腺液不同，它由尿道球腺分泌。